# 耶馬渓リフト
耶馬渓リフト（やばけいりリフト）とは、大分県中津市内で耶馬渓リフト株式会社が運営するリフト（特殊索道）であり、五百羅漢像などの石仏群がある羅漢寺へのアクセス手段として営業している。現在は廃線。

## 路線データ
- 駅数：3駅（禅海堂リフト乗り場－羅漢寺駅－山頂駅）

## 運賃
- 羅漢寺駅まで　大人片道600円、往復800円。小人片道300円、往復400円。
- 山頂駅まで　　大人往復1,000円。小人往復500円。（片道券の販売なし）